# Levantinisches Arabisch

Unterteilung in Nord- und Süd-Levantinisch

Das levantinische Arabisch (auch „Levantinisch-Arabisch“ oder kurz „Levantinisch“ genannt) ist die in der Levante, d. h. den Ländern der östlichen Mittelmeerküste und ihrem Hinterland gesprochene arabische Umgangssprache.
Neben der Einteilung in Nord- (ISO-639-3: [apc]) und Süd-Levantinisch ([ajp]) werden entsprechend den heutigen Staaten Syrien, Libanon, Jordanien und den palästinensischen Autonomiegebieten die folgenden regionalen Dialekte unterschieden:
- Syrisch-Arabisch
- Libanesisch-Arabisch
- Jordanisch-Arabisch
- Palästinensisch-Arabisch

Die arabischstämmige Bevölkerung der türkischen Provinz Hatay spricht einen nordlevantinischen Dialekt. Auch das zypriotische Arabisch wird von manchen Linguisten zum levantinischen Arabisch gezählt.

## Phonologie

### Konsonanten
|                  |               | Labial | Dental, alveolar | Dental, alveolar | Palatal | Velar   | Pharyngal | Glottal |
| nicht emphatisch | emphatisch    | Labial |                  |                  | Palatal | Velar   | Pharyngal | Glottal |
| ---------------- | ------------- | ------ | ---------------- | ---------------- | ------- | ------- | --------- | ------- |
| Nasal            | Nasal         | m – م  | n – ن            |                  |         |         |           |         |
| Plosiv           | stimmlos      |        | t – ت            | tˤ – ط           |         | k – ك ق |           | ʔ – ء   |
| Plosiv           | stimmhaft     | b – ب  | d – د            | dˤ – ض           |         |         |           |         |
| Frikativ         | stimmlos      | f – ف  | s – س ث          | sˤ – ص           | ʃ – ش   | x – خ   | ħ – ح     | h – ه   |
| Frikativ         | stimmhaft     |        | z – ز ذ          | zˤ – ظ           | ʒ – ج   | ɣ – غ   | ʕ – ع     |         |
| Vibrant / Tap    | Vibrant / Tap |        | r – ر            |                  |         |         |           |         |
| Approximant      | Approximant   |        | l – ل            | (ɫ)              | j – ي   | w – و   |           |         |

Das levantinische Arabisch kann basierend auf politischen Grenzen (Syrien, Libanon, Palästina und Jordanien) unterteilt werden. Jedoch gibt es auch viele sozio-phonetische Variationen, basierend auf soziokulturellem Hintergrund (städtisch, ländlich und beduinisch), Geschlecht oder Religion (Muslime, Christen, Drusen). Beispielsweise wird der Buchstabe ق tendenziell von Beduinen als [q], von Städtern als [ʔ], sowie von ländlichen Sprechern als [g] ausgesprochen.
| Arabischer Buchstabe | Hocharabisch | Levantinisch (städtisch) | Levantinisch (ländlich) |
| -------------------- | ------------ | ------------------------ | ----------------------- |
| ث                    | /θ/ (th)     | /t/ (t)                  | /θ/ (th)                |
| ج                    | /ʤ/ (j)      | /ʒ/ (j)                  | /ʤ/ (j)                 |
| ذ                    | /ð/ (dh)     | /d/ (d)                  | /ð/ (dh)                |
| ض                    | /dˤ/ (ḍ)     | /dˤ/ (ḍ)                 | /ðˤ/ (ẓ)                |
| ظ                    | /ðˤ/ (ẓ)     | /dˤ/ (ḍ)                 | /ðˤ/ (ẓ)                |
| ق                    | /q/ (q)      | /ʔ/ (ʾ)                  | /g/ (g)                 |

### Vokale
| Kurze Vokale | Kurze Vokale | Kurze Vokale |           | Lange Vokale | Lange Vokale   | Lange Vokale |
| Vokalzeichen | Hocharabisch | Levantinisch | Buchstabe | Hocharabisch | Levantinisch   |              |
| Fatha        | /a/ (a)      | /ɑ~æ/ (a)    | ا         | /aː/ (ā)     | /ɑː~æː~eː/ (ā) |              |
| Kasra        | /i/ (i)      | /e~ɪ/ (e, i) | ي         | /aj/ (ay)    | /eː/ (ē)       |              |
| Kasra        | /i/ (i)      | /e~ɪ/ (e, i) | ي         | /iː/ (ī)     | /iː/ (ī)       |              |
| Damma        | /u/ (u)      | /o~ʊ/ (o, u) | و         | /aw/ (aw)    | /oː/ (ō)       |              |
| Damma        | /u/ (u)      | /o~ʊ/ (o, u) | و         | /uː/ (ū)     | /uː/ (ū)       |              |

Das Levantische unterscheidet drei kurze Vokale wie im Hocharabischen. Die fünf langen Vokale ergeben sich aus den drei hocharbischen Langvokalen sowie zwei monophthongierten Diphthongen.
Da unbetonte Langvokale am Wortende verkürzt werden und teilweise mit den Kurzvokalen zusammenfallen, können dort je nach Dialekt bis zu fünf Vokalqualitäten unterschieden werden.
Ein charakteristisches Merkmal des Levantinischen ist das "Imāla" des Vokals "a" am Wortende. Hierbei wir des ة (Tā' marbūta) von [a] zu [æ], [ε], [e] oder in einigen Dialekten sogar zu [i] verschoben.

## Schrift
Im Rahmen der verbreiteten Diglossie in der Arabischen Welt wird das Levantinische im Alltag gesprochen, während in den meisten geschriebenen und offiziellen Dokumente sowie in den Medien das Hocharabische (MSA) verwendet wird.
Es gab bereits mehrere fehlgeschlagene Versuche der Romanisierung des Levantinischen, vor allem des libanesischen Dialekts. So hat beispielsweise der libanesische Schriftsteller Said Akl für eine Abwandlung des Lateinischen Alphabets geworben. Akl benutzte dieses Alphabet in seinen Büchern sowie in der Zeitung Lebnaan.
Für das samaritanische Arabisch, den levantinisch-arabischen Dialekt der Samaritaner, wurde im Mittelalter auch die Samaritanische Schrift, eine Variation des Hebräischen Alphabets, verwendet. 
Mit dem Aufkommen der sozialen Medien hat der Gebrauch des Levantinischen (sowie anderen Arabischen Dialekten) im Internet zugenommen. Untersuchungen haben ergeben, dass die Anwender in der Arabischen Welt in den sozialen Medien (wie Twitter, Facebook oder Kommentare in Online-Zeitungen) mehr in ihren Dialekten (wie z. B. Levantinisch) als in MSA kommunizieren.
Es gibt keine einheitliche normierte Rechtschreibung des Levantinischen. Die schriftliche Kommunikation erfolgt in unterschiedlichen Rechtschreibungen und Schriften einschließlich der arabischen Schrift, Arabizi und einer Mischung aus beiden. Arabizi ist eine nicht standardisierte Umschrift, die häufig von levantinischen Sprechen in den sozialen Medien sowie Internetforen, Kurznachrichten (SMS) und Online-Chats verwendet wird.

## Transkription und Aussprache

### Konsonanten
| Buchstabe(n) | Umschrift | Umschrift | Umschrift | Umschrift | Umschrift | Umschrift                     | IPA           | Aussprache |
| Buchstabe(n) | Al-Masri  | Aldrich   | Elihay    | Liddicoat | Assimil   | Arabizi                       | IPA           | Aussprache |
| ------------ | --------- | --------- | --------- | --------- | --------- | ----------------------------- | ------------- | --- |
| أ إ ؤ ئ ء    | ʔ         | ʔ         | ’         | '         | ’         | 2 oder ungeschrieben          | [ʔ]           | Stimmverschlusslaut wie zwischen beiden Vokalen in beachten                                                                                                  |
| ق            | g         | ʔ q       | q q̈       | q̄ q       | ’         | 2 oder ungeschrieben 9 oder q | [ʔ] / [g] [q] | - Stimmverschlusslaut (städtisch) oder wie "g" im Deutschen (jordanisch, beduinisch) - emphatisches "k" am Gaumenzäpfchen (in formellen Wörtern aus dem MSA) |
| ع            | 3         | 3         | c         | [ع]       | c         | 3                             | [ʕ]           | stimmhafter Kehllaut ähnlich dem Vokal "a", aber mit mehr Reibung                                                                                            |
| ب            | b         | b         | b         | b         | b         | b                             | [b]           | wie im Deutschen |
| د            | d         | d         | d         | d         | d         | d                             | [d]           | wie im Deutschen |
| ض            | D         | ɖ         | ḍ         | ḍ         | d         | d oder D                      | [dˤ]          | emphatisches "d" (verengter Rachen, umliegende Vokale werden dunkel)                                                                                         |
| ف            | f         | f         | f         | f         | f         | f                             | [f]           | wie im Deutschen |
| غ            | gh        | ɣ         | ġ         | gh        | gh        | 3’ oder 8 oder gh             | [ɣ]           | weiches "g" wie im Spanischen, ähnlich dem "Zäpchen-R" |
| ه            | h         | h         | h         | h         | h         | h                             | [h]           | wie im Deutschen |
| ح            | H         | ɧ         | ḥ         | ḥ         | h         | 7 oder h                      | [ħ]           | behauchtes oder geflüstertes "h", hat mehr Reibung in der Kehle als im Deutschen                                                                             |
| خ            | x         | x         | ɧ         | kh        | kh        | 7’ oder 5 oder kh             | [x]           | dunkles "ch" wie in Dach |
| ج            | j         | j         | j         | j         | j         | j oder g                      | [ʤ] / [ʒ]     | wie "dsch" in Dschungel oder "g" in Garage |
| ك            | k         | k         | k         | k         | k         | k                             | [k]           | wie im Deutschen |
| ل            | l         | l         | l         | l         | l         | l                             | [l] [ɫ]       | - wie im Deutschen - dunkles "l" wie im Englischen, in Allah und abgeleiteten Wörtern                                                                        |
| م            | m         | m         | m         | m         | m         | m                             | [m]           | wie im Deutschen |
| ن            | n         | n         | n         | n         | n         | n                             | [n]           | wie im Deutschen |
| ر            | r         | r         | r         | r         | r         | r                             | [rˤ] [r]      | - gerolltes "Zungenspitzen-R" wie im Spanischen oder Italienischen, emphatisch - nicht emphatisch vor "e" oder "i", sowie nach langem "i"                    |
| س            | s         | s         | s         | s         | s         | s                             | [s]           | stimmloses "s" wie in Straße |
| ث            | th        | s         | s ṯ       | th        | t         | th oder s                     | [s] [θ]       | - stimmloses "s" (städtisch) - stimmloses "th" wie im Englischen think (ländlich, formelle MSA Wörter)                                                       |
| ص            | S         | ʂ         | ṣ         | ṣ         | s         | s                             | [sˤ]          | emphatisches stimmloses "s" (verengter Rachen, umliegende Vokale werden dunkel)                                                                              |
| ش            | sh        | š         | š         | sh        | ch        | sh oder ch                    | [ʃ]           | wie "sch" im Deutschen |
| ت            | t         | t         | t         | t         | t         | t                             | [t]           | wie im Deutschen |
| ط            | T         | ƭ         | ṭ         | ṭ         | t         | t oder T                      | [tˤ]          | emphatisches "t (verengter Rachen, umliegende Vokale werden dunkel)                                                                                          |
| و            | w         | w         | w         | w         | w         | w                             | [w]           | wie im Deutschen |
| ي            | j         | j         | j         | j         | j         | j                             | [y]           | wie im Deutschen |
| ز            | z         | z         | z         | z         | z         | z                             | [z]           | stimmhaftes "s" wie in Sonne |
| ذ            | dh        | z         | z ḏ       | d         | d oder z  | th oder z                     | [z] [ð]       | - stimmhaftes "s" (städtisch) - stimmhaftes "th" wie im Englischen this (ländlich, formelle MSA Wörter)                                                      |
| ظ            | DH        | ʐ         | ẓ         | ẓ         | z         | th oder z                     | [zˤ]          | emphatisches stimmhaftes "s" (verengter Rachen, umliegende Vokale werden dunkel)                                                                             |

#### Zusätzliche Laute in Fremdwörtern
Einige Fremdwörter enthalten Laute, die in arabischen Wörtern nicht vorkommen. Diese werden durch folgende Buchstaben dargestellt:
| Buchstabe(n)        | Umschrift | IPA | Aussprache                  |
| ------------------- | --------- | --- | --------------------------- |
| ج غ ك چ (in Israel) | g         | [g] | wie im Deutschen            |
| ب پ (selten)        | p         | [p] | wie im Deutschen            |
| ف ڤ (selten)        | v         | [v] | stimmhaftes "v" wie in Vase |

### Vokale

#### Kurze Vokale
| Buchstabe(n) | Aldrich | Elihay | Liddicoat | Assimil | Umgebung                  | IPA   | Aussprache                                     |
| ------------ | ------- | ------ | --------- | ------- | ------------------------- | ----- | ---------------------------------------------- |
| ـَ            | ɑ       | α      | a         | a       | emphatische Konsonanten   | [ɑ]   | dunkles "a", wie got im amerikanischen English |
| ـَ            | ɑ       | a      | a         | a       | sonst                     | [a~æ] | wie in das oder Englisch cat                   |
| ـِ            | i       | e / i  | e / i / é | i / é   | vor/nach ح (ḥ) oder ع (ʕ) | [ɛ]   | wie in Ende                                    |
| ـِ            | i       | e / i  | e / i / é | i / é   | sonst                     | [e~ɪ] | wie in ist                                     |
| ـُ            | u       | o / u  | o / u     | o / ou  | beliebig                  | [o~ʊ] | wie in und                                     |

Die betonten Kurzvokale "i" und "u" fallen im Nord-Levantinischen meist zu "i" zusammen, aber "u" kann in der Nähe von emphatischen Konsonanten erhalten bleiben. Im Syrischen werden beide Laute oft als Schwa [ə] ausgesprochen.

#### Lange Vokale
| Buchstabe(n) | Aldrich | Elihay | Liddicoat | Assimil | Umgebung                           | IPA     | Aussprache                             |
| ------------ | ------- | ------ | --------- | ------- | ---------------------------------- | ------- | -------------------------------------- |
| ـَا           | ɑ̄       | ᾱ      | aa        | ā       | emphatische Konsonanten            | [ɑː]    | dunkles "a" wie im Englischen father   |
| ـَا           | ɑ̄       | ā      | aa        | ā       | sonst                              | [aː~æː] | wie in Staat oder im Englischen can    |
| ـَا           | ē       | ā      | aa        | ē       | Imāla im Nord-Levantinischen       | [ɛː~eː] | wie in See                             |
| ـَي           | ē       | ē      | ee        | ē       | beliebig                           | [eː]    | wie in See                             |
| ـَي           | ɑy      | ē      | ee        | ē       | in offenen Silben im Libanesischen | /ay/    | wie in zwei oder im Englischen face    |
| ـِي           | ī       | ī      | ii        | ī       | beliebig                           | [iː]    | wie in Liebbe                          |
| ـَو           | ō       | ō      | oo        | ō       | beliebig                           | [oː]    | wie in Boot                            |
| ـَو           | ɑw      | ō      | oo        | ō       | in offenen Silben im Libanesischen | /aw/    | wie in Haus oder im Englischen in boat |
| ـُو           | ū       | ū      | uu        | oū      | beliebig                           | [uː]    | wie in Hut                             |

Der lange Vokal "ā" wird im Nord-Levantinischen ähnlich oder sogar gleich wie "ē" ausgesprochen, wenn er nicht in der Nähe eines emphatischen oder gutturalen Konsonanten ist.
Die langen Vokale "ē" und "ō" haben sich aus den Diphthongen "ay" und "aw" im Hocharabischen entwickelt. Diese bleiben in offenen Silben im Libanesischen erhalten.

#### Am Wortende
Da die Langvokale am Wortende verkürzt werden, ergeben sich mehr unterschiedliche Kurzvokale am Wortende.
| Buchstabe(n) | Aldrich               | Elihay | Liddicoat | Assimil | Umgebung                     | IPA                   | Aussprache                                                       |
| ------------ | --------------------- | ------ | --------- | ------- | ---------------------------- | --------------------- | ---------------------------------------------------------------- |
| ـَا ـَى ـَة     | ɑ                     | α      | a         | a       | emphatische Konsonanten      | [ɑ]                   | dunkles "a", wie got im amerikanischen English                   |
| ـَا ـَى ـَة     | ɑ                     | a      | a         | a       | sonst                        | [a~æ]                 | wie in das oder Englisch cat                                     |
| ـَا ـَى        | i (geschrieben als ي) | a      |           | é       | Imāla im Nord-Levantinischen | [ɛ~e]                 | wie in Käse oder in See aber kürzer                              |
| ـِة           | i                     | e      | e         | é       | beliebig                     | [e]                   | wie in See aber kürzer                                           |
| ـِي           | i                     | i      | i         | é       | beliebig                     | [i] [e] (libanesisch) | wie in Liebe aber kürzer fällt im Libanesischen mit "e" zusammen |
| ـُه           | u (geschrieben als و) | o      |           | o       | beliebig                     | [o]                   | wie in Boot aber kürzer                                          |
| ـُو           | u                     | u      | u         | o       | beliebig                     | [u] [o] (libanesisch) | Wie in Hut aber kürzer fällt im Libanesischen mit "o" zusammen   |

## Grammatik

### Wortstellung
Sowohl Verb-Subjekt-Objekt (VSO) als auch Subjekt-Verb-Objekt (SVO) sind möglich. Während das klassische Arabisch VSO bevorzugt, ist SVO im Levantinischen gebräuchlicher.

### Kopula
Im Präsens (Gegenwart) wird keine Kopula (Verb "sein") verwendet. In anderen Zeitformen wird das Verb كان (kān) verwendet, wobei sich dessen Gegenwartsform auf die Zukunft bezieht.

### Artikel
Im Levantinischen gibt es keinen unbestimmten Artikel. Stattdessen wird die Unbestimmtheit der Nomen (außer Eigennamen) durch die Abwesenheit des bestimmten Artikels ausgedrückt.
Nomen mit einem Possessivpronomen als Suffix, das erste Nomen in einer Iḍāfa-Konstruktion, sowie Nomen mit einem vorangestellten Numeral oder Elativ sind automatisch bestimmt und benötigen somit keinen bestimmten Artikel.

#### Der bestimmte Artikel
Der bestimmte Artikel ال (il) ist dem Nomen oder Adjektiv vorangestellt und hat mehrere mögliche Aussprachen. So wird dessen Vokal weggelassen, wenn das vorherige Wort mit einem Vokal endet. Ein Hilfsvokal "e" wird eingefügt wenn das darauffolgende Wort mit einem Konsonantencluster beginnt.
Der Artikel assimiliert mit sogenannten "Sonnenbuchstaben" (Konsonanten die mit der Zungenspitze artikuliert werden). Die übrigen Buchstaben nennt man "Mondbuchstaben". Der Buchstabe Dschīm (ج) ist ein Grenzfall. Er ist gewöhnlich ein Sonnenbuchstabe für diejenigen Sprechen, die ihn als [ʒ] aussprechen, aber ein Mondbuchstabe für diejenigen, die ihn als [ʤ] aussprechen.
| Mondbuchstabe      | البيت  | il-bēt                                         |
| Sonnenbuchstabe    | الشمس  | iš-šams                                        |
| Dschīm (ج)         | الجمعة | il-jumʕa [ɪl.ˈd͡ʒʊm.ʕa] / ij-jumʕa [ɪʒ.ˈʒʊm.ʕa] |
| Konsonantencluster | الكتاب | le-ktāb                                        |